# Banc de València

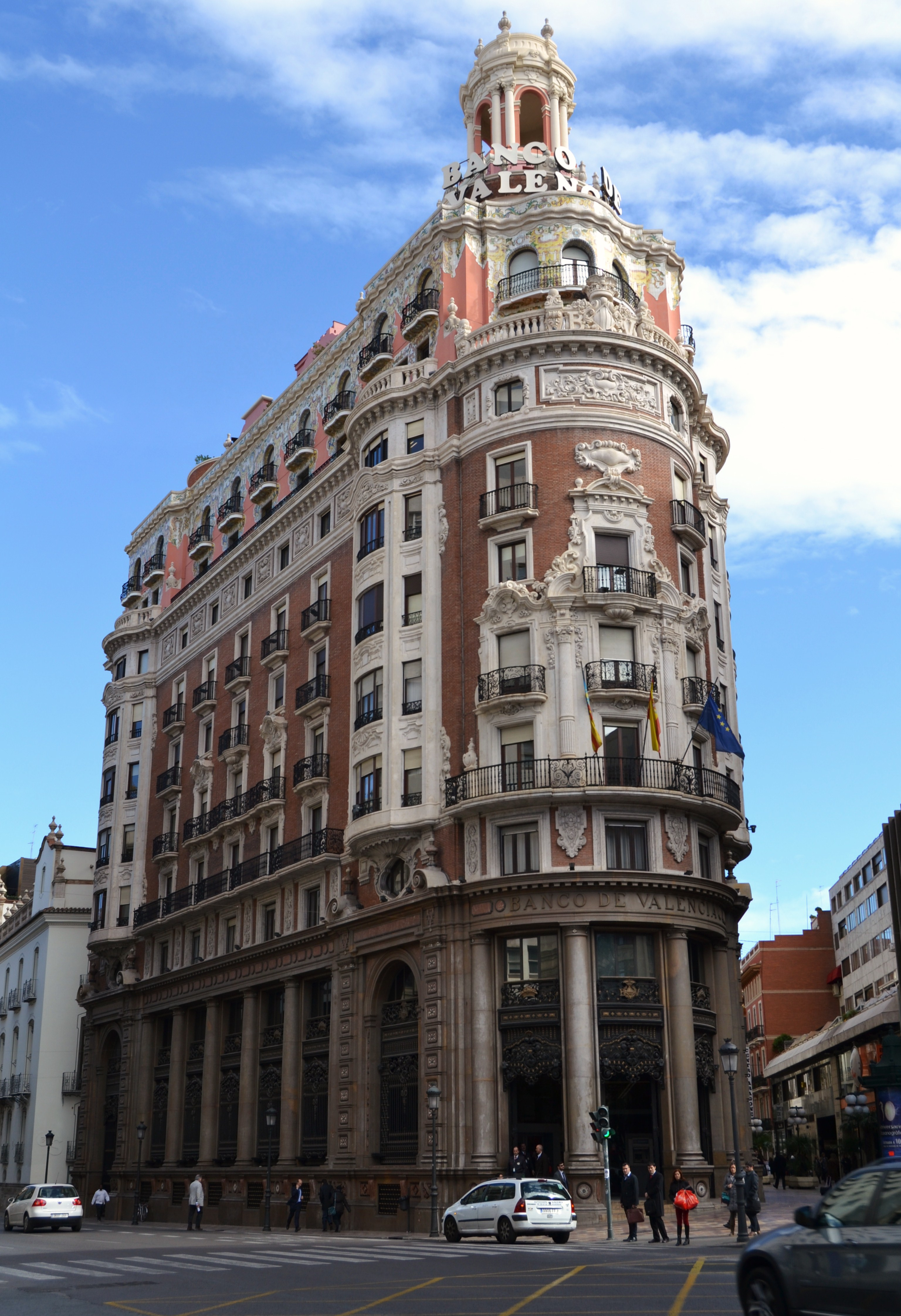
Seu central del Banc de València al carrer Pintor Sorolla de València.

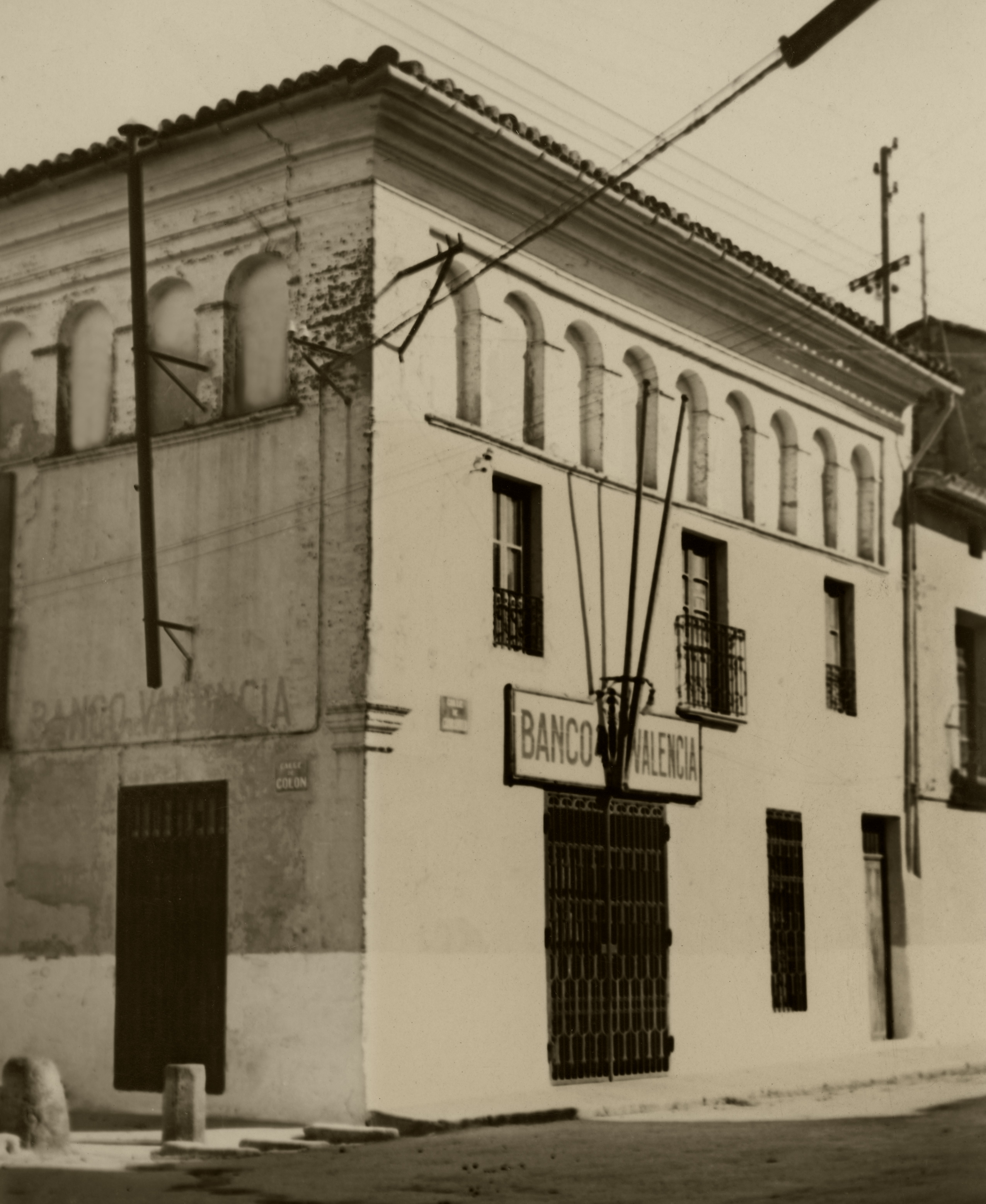
Antic Banc de València d'Alginet

El Banc de València va ésser un banc amb seu a la ciutat de València. Va ser fundat el 20 de març de 1900, essent el seu primer president Josep Tartiere Lenegre. Deu anys més tard, el banc ja va aparèixer en la Guía Mercantil y Industrial de València. En 1927 va assumir la presidència de l'entitat Vicent Noguera Bonora, que un any més tard va inaugurar l'oficina central al carrer Alfredo Calderón de València. Un any més tard, el banc va comprar el Banc de Castelló.
En 1936, l'entitat va obrir una oficina a Sant Sebastià. En 1940 va haver-hi un nou canvi de president, accedint al càrrec Antonio Noguera Bonora, càrrec que en 1954 va ser ocupat per Ignasi Villalonga i Villalba. En els anys 1950 es va popularitzar la col·lecció de calendaris emesa per l'entitat. En 1964 va accedir al càrrec de president Joaquim Reig Rodríguez. En 1974 el banc va inaugurar el seu Centre de Càlcul, i en 1978 la seva primera oficina a Madrid.
En 1984 va tornar a haver-hi un nou canvi en la presidència, essent el nou president Antonio Girona Busutil. A la fi dels anys vuitanta, en 1989, el banc va arribar la xifra de 230 oficines. En els anys 1990 va haver-hi tres canvis en la presidència, en 1993 va ser nomenat president Antonio Escámez López, un any més tard, en 1994, Josep Maria Simó Nogués, i en 1997 Antonio J. Tirado Jiménez. Seguint una línia d'expansió, el Banc de València va comprar en 1997 el Banc de Múrcia, encara que la fusió es va produir en 2002. Aquest mateix any, el Banc de València va inaugurar la seua primera botiga de Borsa. A l'arribar l'any 2000 l'entitat va celebrar el seu centenari amb l'organització de diversos actes i celebracions.
El nombre d'oficines de l'entitat va arribar les 350 en 2003. En 2004, José Luis Olivas Martínez, que havia estat president de la Generalitat Valenciana, va assumir la direcció de l'entitat.
La seua seu es trobava a l'Edifici del Banc de València, a la mateixa ciutat.

## Intervenció
El dia 21 de novembre de 2011 el Banc va ser intervingut pel Banc d'Espanya. En el moment de la seva intervenció estava treballant en una ampliació de capital de 700 milions d'euros. El Banc, en aquells moments una filial de Bankia, va necessitar 3.000 milions d'euros injectats pel Banc d'Espanya, sent la quarta entitat de l'Estat Espanyol nacionalitzada dels dels inicis de la crisi econòmica. Aquest fet va provocar la dimissió del vicepresident de Bankia, José Luis Olivas, president del Banc Valencià fins a l'octubre del 2011 i que anteriorment havia sigut president de la Generalitat Valenciana.
El dia 23 de novembre el Banc d'Espanya va enviar un requeriment al Banc valencià on es detectava un dèficit per riscos de crèdit i actius adjudicats de 562 milions d'euros.